# 아프간 하운드

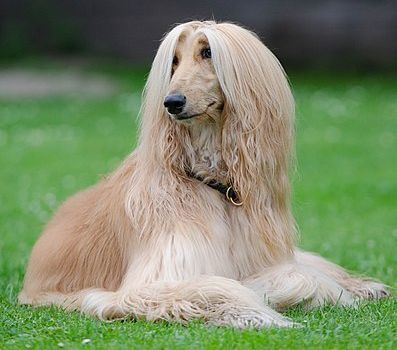
아프간 하운드의 실제 생김새

아프간 하운드(Afghan Hound)는 예전에 아프가니스탄에서 수렵용으로 길러지다가 19세기 후반 영국에 전해졌다. 비단결 같은 탐스러운 털을 지니고 있으며 험한 지역에서도 빠르게 달릴 수 있다. 달리다가 방향전환을 잘 하며 달리는 힘이 있다. 어깨높이 64~69cm, 몸무게 23~27kg이다. 대한민국에서 스너피라는 복제견을 만들기도 했다.

## 주요 질병
주요 질병으로는 고혈압, 동맥경화증, 뇌졸중, 구토, 알레르기, 백내장, 당뇨병, 심근 경색, 위궤양, 후두 마비, 설사, 췌장염, 간암, 치은염 등이 있다.

## 같이 보기
- 스너피

## 참고 문헌
- Afghan Hounds (The World of Dogs) Race L., publisher Kingdom Books, PO Box 15, Waterlooville PO7 6BQ, 1999, England, 240 pages, ch 4, pages 81–83, contributed by Natalia Ghersiova, Russia.
- Encyclopedia "Russian Hunting". Scientific edition, publisher "Big Russian Encyclopedia", 1998, pp. 11–12, 187–188
- Indigenous Lop Eared SightHounds From Central Africa To China By Dr. Dominique de Caprona (C) de Caprona 2011
- The reviving and breeding of the ancient Bakhmuul breed from Afghanistan in Russia was appreciated in the US and several respective articles were published in the world known The Afghan Hound Review International Issue November–December 1992 p. 128
- "Two Afghan Hound Breeds In Russia!" The Afghan Hound Review July–August 1995 pp. 102, 104 "The Russian Scene" and in The Afghan Hound Review May–June 2002 pp. 22, 24, 26, 28  "Aboriginal Afghan Hounds".